# Кильты
Кильты — разъезд в Кулундинском районе Алтайского края. Входит в состав Константиновского сельсовета.

## Население
По переписи 1959 г. в селе проживало 17 человек (5 мужчин и 12 женщин).
| 1997 | 1998 | 1999 | 2000 | 2001 | 2002 | 2003 |
| ---- | ---- | ---- | ---- | ---- | ---- | ---- |
| 27   | ↘22  | ↘18  | ↘14  | ↗17  | ↘16  | ↗19  |
| 2004 | 2005 | 2006 | 2007 | 2008 | 2009 | 2010 |
| ↘16  | ↘13  | ↗14  | ↘8   | ↘6   | ↗9   | →9   |
| 2011 | 2012 | 2013 |      |      |      |      |
| ↘8   | →8   | ↗10  |      |      |      |      |